# مینارشیسم
مینارشیسم (به انگلیسی: Minarchism)(همچنین کم‌پهنه سالاری یا کمینه‌گرایی(حکومت کوچک)) یک فلسفه سیاسی سرمایه‌دارانه لیبرترین است. به معانی گوناگون تعریف شده‌است. در ساده ترین معنا، معتقد است که حکومت باید وجود داشته باشد (در تعارض با آنارشی) و تنها کارکرد مشروعش باید حفاظت از افراد در برابر تجاوز، دزدی، نقض قرارداد و کلاهبرداری باشد چراکه حفظ عدالت و ضمانت قراردادها و عدم خیانت در امانت و غش در معامله و... نمی‌تواند متکی بر منطق سودآوری بازاری باشد و به وجود نهادهای همبودگاهی(جامعه‌محور)و فرابازاری نیاز دارد.
مینارشیسم،در وسیعترین معنا میگوید که حداقلی از امکانات و خدمات به دلیل عدم سودآوری در بازار آزاد و همچنین ملزومات و اصول و استاندارد های زندگی مدرن شهری باید توسط حکومت تامین و تضمین شود نظیر: ادارات آتش‌نشانی و مبارزه با بلایای‌طبیعی،آبخیز‌داری،حفظ محیط زیست،راهداری و عمران شهری، نظام زندانها،پلیس و ارتش و یتیم‌خانه ها و...همچنین تامین حداقلی از آموزش برای شهروند‌پروری و جلوگیری از بزهکاری و رشد تروریسم و خرافات فکری، وجود قوه مجریه و مقننه و برپا سازی دادگستری فرابازاری و مبتنی بر حقوق انسانی و...که این هارا جزو کارویژه های مشروع دولت بحساب می‌آورد. چنین حکومتهایی حکومت‌های نگهبان شب خوانده می‌شوند.

## وجه تفاوت باآنارشیسم
مینارشیست ها همچنین معتقدند با توجه به اینکه نظم سیاسی و اقتصادی جهان امروز مبتنی یا متاثر از نظام دولت-ملت است و کشور ها و حکومت های ملی هستند که منافع مردمانشان را تعریف و تضمین می‌کنند و با یکدیگر ارتباط میگیرند پس نبود دولت و حکومت ملی در وهله اول نشدنی به نظر می‌رسد و در صورت شدنی بودن، پایداری یک نظم غیر دولتی بسیار شکننده بوده و در برابر یکپارچگی دیگر دولت ها و اقدامات جاه‌طلبانه و بعضاً کارشکنانه آنها محکوم به ضعف و تزلزل است.
در ثانی نبود دولت متمرکز یا آنارشیسم، الزاما به معنای رهایی فرد از سلطه ی جمع نیست بلکه می‌تواند نوعی سلطه ی مافیایی و لابیستی شرکت ها و گروه های ذی‌نفع بازاری یا گروه های ذی‌نفوذ بنیادگرا یا مرتجع را بر سر مردمان یک خطه به همراه داشته باشد.
نکته حائز اهمیت دیگر اینکه آنارشیسم برای تشکیل کانتون ها و فدراسیون های نامتمرکز مد نظر خویش سعی میکند تا با تضعیف و یا حتی تخریب ساختاری یک دولت متمرکز برای تحقق خود زمینه‌چینی کند، حال آنکه به حکم منطق، تشکیل چنین ساز و کاری باید مبتنی بر توافق مردمانی آزاد در یک محدوده جغرافیایی بی‌طرف و بی‌دولت باشد تا منافع مردمان یک دولت-ملت یا کشور-ملت ، تضعیف یا تخریب نشود. 
مینارشیست‌ها استدلال می‌کنند که حکومت اقتداری برای استفاده از انحصار زور خود برای دخالت در فعالیت‌های آزادانه مردم نمی‌دارد و تنها وظیفه حکومت را تضمین حفاظت از قراردادهای بین افراد خصوصی و مالکیت از طریق سیستمی از دادگاه‌های حقوقی و اجرای قانون می‌دانند. مینارشیست‌ها عموماً شیوه لسه فر در خصوص اقتصاد را اصلی‌ترین راه برای رونق اقتصادی می‌دانند.